# 3 Doors Down
 (транскр.  Три дорс даун) амерички је рок бенд основан 1994. године у Мисисипију. Чланови бенда су Бред Арнолд, Крис Хендерсон, Грег Апчерч, Чет Робертс и Џастин Билтонен. Бенд је од 2000. године и свог деби албума The Better Life продао више од 15 милиона албума. 
Познати су по хитовима као што су "Here without you", "Kryptonite", "Away from the Sun" и "Let me go".
Годишње одрже око 300 концерата, а наступали су са познатим извођачима као што су Тантрик, Лајнард Скајнард, Стејнд,Никелбек, Ситер, Брејкинг Бенџамин, Шајндаун и Алтер Бриџ.

## Историја бенда

### Настанак и почеци
Бенд су 1994. основали тадашњи бубњар Бред Арнолд, гитариста Мет Робертс и басиста Тод Харел, који су заједно одрастали у граду Ескатавпа (Escatawpa, Мисисипи). Свирали су у локалним клубовима, а репертоар им се састојао из обрада, али и ауторских песама које су касније објављене на њиховом првом албуму. Бред Арнолд је касније преузео и улогу певача, како је сам рекао - „јер нико други није хтео“.
Име бенда заправо нема никакво значење, већ је сасвим случајно настало на једној турнеји, на путу за Фоли (Foley, Алабама), када су Бред, Мет и Тод угледали знак на којем је писало "Doors Down." Како су у то време бенд чинили само њих тројица,на ове две речи је додато "3" и тако је настало "3 Doors Down".
Након две године, бенду се придружио Крис Хендерсон,како би добили комплетнији звук. Снимљен је демо диск који је привукао пажњу публике, као и издавача Јуниверзал рекордс, са којим су потписали уговор.

### The Better Life(2000—2001)
Први албум, The Better Life, издат је 2. фебруара 2000. године. Овај албум је био 11. на листи најпродаванијих албума године са три милиона продатих копија. Популарност албума последица је великог успеха синглова "Kryptonite", "Loser" и "Duck and Run", као и четвртог сингла "Be Like That", који је, у прилагођеној верзији, коришћен у филму "Мангупи оверавају матуру 2" (“American Pie 2”).
Стил овог албума могао би се описати као благо комерцијална мешавина пост-гранџа и нешто агресивнијег алтернативног метала. Иако стил писања квалитативно варира од песме до песме, тако нешто је уобичајено за деби-албуме бендова.
Албум је снимљен са Бредом Арнолдом као певачем и гитаристом, али за потребе турнеје, бенд је унајмио другог бубњара како би Арнолд могао активно да наступа на бини.

### Away from the Sun(2002)
Други студијски албум, Away from the Sun, поновио је успех свог претходника, а објављен је 2002. године. "Here Without You" и "When I'm Gone" су најуспешнији синглови са албума, а "The Road I'm On" и "Away from the Sun" су се такође појавиле на топ-листама, али са нешто мањим успехом. 
Бенду је било потребно четири месеца да напише песме за овај албум, док је "The Better Life" писан чак четири године.

### Another 700 Miles(2003)
2003. године, издат је Е. П. под називом "Another 700 Miles", компилација снимака са концерта у Чикагу. Албум је проглашен златним у САД, а осим хит синглова са претходних албума, садржи и обраду чувене песме Лајнард Скајнарда - "That Smell".
Исте године бенд је почео да одржава хуманитарне концерте под називом "3 Doors Down and friends", под окриљем сопствене фондације "The Better Life", назване по деби албуму. Између осталих, прилози од концерата ишли су жртвама урагана Катарина, који је погодио и њихов родни град.

### Seventeen days(2005—2007)
Још један албум овог бенда који је проглашен платинастим је "Seventeen days", издат 2005. године. "Let Me Go" и "Behind Those Eyes" су синглови који су доживели највећи комерцијални успех, а неоспорно најпопуларнија песма са овог албума је "Landing in London", на чијем је снимању учествовао и Боб Сигер. На турнеји за овај албум, бенд је наступао са Лајнард Скајнардом.
Ову годину обележило је још једно издање бенда – DVD "Away from the Sun: Live from Houston, Texas", као и придруживање Грега Апчурча, бившег бубњара Падл оф Мада, који је заменио Данијела Адејра, садашњег бубњара канађанске групе Никелбек.

### 3 Doors Down(2008)
3 Doors Down су истоимени албум објавили 20. маја 2008. године. Одмах по појављивању, албум се нашао на првом месту листе Billboard 200, са 154.000 продатих копија само прве недеље. Иначе, то је други албум бенда заредом који се нашао на првом месту ове листе, пошто је и “Seventeen Days” доживео исти успех, а чак четврти који се нашао у првих 10 на овој листи. 
Међу хитовима са овог албума су "It’s Not My Time", "Train", "Let Me Be Myself", и "Citizen/Soldier".

### Фондација „The Better Life”
Фондацију "The Better Life" основали су 2003. године, са циљем пружања бољег живота деци. Новац за ову фондацију прикупља се од добротворних концерата који се једном годишње одржавају у Бајлоксију(Biloxi, Мисисипи), на којима бенд наступа заједно са многим другим познатим извођачима, као што су Лајнард Скајнард, Шајндаун, Стејнд, Трејси Лоренс, Сара Иванс и други.

## Дискографија

### Студијски албуми
| Година | Албум                                           | Позиције на топ-листама | Позиције на топ-листама | Позиције на топ-листама |  |
| Година | Албум                                           | САД                     | АУС                     | НЕМ                     |  |
| ------ | ----------------------------------------------- | ----------------------- | ----------------------- | ----------------------- |  |
| 1997   | 3 Doors Down - Објављен: 1997                   | —                       | —                       | —                       |  |
| 2000   | The Better Life - Објављен: 2. фебруар 2000     | 7                       | —                       | 45                      |  |
| 2002   | Away from the Sun - Објављен: 12. новембар 2002 | 8                       | 8                       | 28                      |  |
| 2005   | Seventeen Days - Објављен: 2. фебруар 2005      | 1                       | —                       | 6                       |  |
| 2008   | 3 Doors Down - Објављен: 20. мај 2008           | 1                       | —                       | 6                       |  |

### Е. П. албуми
| Година | Албум             | САД |
| ------ | ----------------- | --- |
| 2003   | Another 700 Miles | 23  |
| 2005   | Acoustic EP       | —   |

### Синглови
| Година | Сингл                                                                              | Позиције на топ-листама | Позиције на топ-листама | Позиције на топ-листама | Позиције на топ-листама | Позиције на топ-листама | Позиције на топ-листама | Позиције на топ-листама | Позиције на топ-листама | Позиције на топ-листама | Статус | Албум             |
| Година | Сингл                                                                              | US Hot 100              | US Pop 100              | US Digital              | Mod Rock                | Main Rock               | Adult Top 40            | GER                     | AUS                     | NZ                      | Статус | Албум             |
| ------ | ---------------------------------------------------------------------------------- | ----------------------- | ----------------------- | ----------------------- | ----------------------- | ----------------------- | ----------------------- | ----------------------- | ----------------------- | ----------------------- | ------ | ----------------- |
| 2000   | "Kryptonite"                                                                       | 3                       | —                       | —                       | 1                       | 1                       | 3                       | 85                      | 8                       | 13                      | Златан | The Better Life   |
| 2001   | "Loser"                                                                            | 55                      | —                       | —                       | 2                       | 1                       | —                       | 78                      | —                       | 37                      | —      | The Better Life   |
| 2001   | "Duck and Run"                                                                     | 110                     | —                       | —                       | 11                      | 1                       | —                       | —                       | —                       | —                       | —      | The Better Life   |
| 2001   | "Be Like That"                                                                     | 24                      | —                       | —                       | 22                      | 10                      | 5                       | —                       | —                       | —                       | —      | The Better Life   |
| 2003   | "When I'm Gone"                                                                    | 4                       | —                       | —                       | 2                       | 1                       | 3                       | —                       | —                       | —                       | Златан | Away from the Sun |
| 2003   | "The Road I'm On"                                                                  | —                       | —                       | —                       | 24                      | 8                       | —                       | —                       | —                       | —                       | —      | Away from the Sun |
| 2004   | "Here Without You"                                                                 | 5                       | —                       | —                       | 22                      | 14                      | 1                       | 23                      | 2                       | 10                      | Златан | Away from the Sun |
| 2004   | "Away from the Sun"                                                                | 62                      | —                       | —                       | 33                      | 20                      | 5                       | —                       | 51                      | 44                      | Златан | Away from the Sun |
| 2005   | "Let Me Go"                                                                        | 14                      | 8                       | 24                      | 14                      | 6                       | 3                       | 55                      | 55                      | —                       | Златан | Seventeen Days    |
| 2005   | "Behind Those Eyes"                                                                | —                       | —                       | —                       | 25                      | 12                      | —                       | 33                      | —                       | —                       | —      | Seventeen Days    |
| 2005   | "Live for Today"                                                                   | —                       | —                       | —                       | 31                      | 18                      | —                       | —                       | —                       | —                       | —      | Seventeen Days    |
| 2005   | "Here By Me"                                                                       | —                       | 81                      | —                       | —                       | —                       | 24                      | —                       | —                       | —                       | —      | Seventeen Days    |
| 2006   | "Landing in London" (ft. Bob Seger)                                                | —                       | —                       | —                       | —                       | 32                      | 32                      | 32                      | —                       | —                       | —      | Seventeen Days    |
| 2007   | "Citizen/Soldier"                                                                  | 96                      | 72                      | 75                      | —                       | —                       | —                       | —                       | —                       | —                       | —      | 3 Doors Down      |
| 2008   | "It's Not My Time"                                                                 | 17                      | 18                      | 17                      | 5                       | 1                       | 1                       | 37                      | 26                      | 18                      | —      | 3 Doors Down      |
| 2008   | "Train"                                                                            | —                       | —                       | —                       | 29                      | 10                      | —                       | —                       | —                       | —                       | —      | 3 Doors Down      |
| 2008   | "Let Me Be Myself"                                                                 | —                       | —                       | —                       | —                       | —                       | 16                      | 93                      | —                       | —                       | —      | 3 Doors Down      |
| 2008   | "—" означава песму која није објављена или није ни достигла позицију на топ-листи. |                         |                         |                         |                         |                         |                         |                         |                         |                         |        |                   |

## Чланови бенда

### Тренутни чланови
- Бред Арнолд – главни вокал (1996—данас), бубњеви (1996—2000)
- Крис Хендерсон — ритам гитара, пратећи вокали (1998—данас)
- Грег Апчерч — бубњеви (2005—данас)
- Чет Робертс — соло гитара, пратећи вокали (2012—данас)
- Џастин Билтонен — бас гитара (2013—данас)

### Бивши чланови
- Ричард Лајлс — бубњеви (2000—2002)
- Данијел Адејр — бубњеви, пратећи вокали (2002—2005)
- Мет Робертс — соло гитара, пратећи вокали (1996—2012; умро 2016)
- Тод Харел — бас гитара (1996—2013)